# Moulay Larbi
Moulay Larbi (em árabe: موالي العربي) é uma comuna localizada na província de Saïda, Argélia. De acordo com o censo de 2008, a população total da cidade era de 11 066 habitantes.